# 佛罗里达河

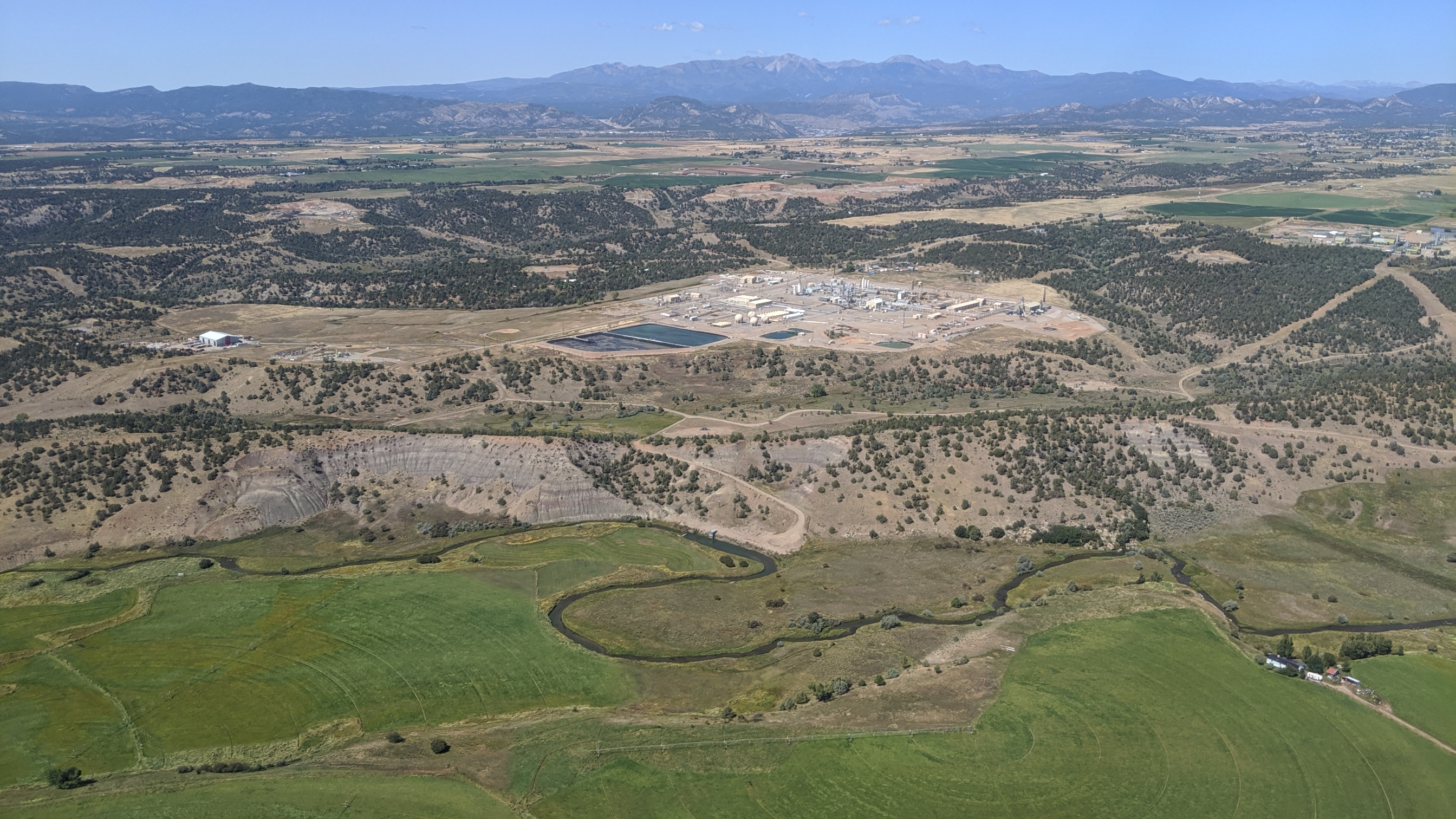
高空俯瞰佛羅里達河

佛罗里达河（英語：Florida River）是阿尼马斯河的一条位于科罗拉多州拉普拉塔县的支流，长约61.7-英里（99.3-）。

## 参看
- 科罗拉多州河流列表